# Polyspondylogobius sinensis
A Polyspondylogobius sinensis a csontos halak (Osteichthyes) főosztályának a sugarasúszójú halak (Actinopterygii) osztályába, ezen belül a sügéralakúak (Perciformes) rendjébe, a gébfélék (Gobiidae) családjába és a Gobiinae alcsaládjába tartozó faj.
Nemének egyetlen faja.

## Előfordulása
A Polyspondylogobius sinensis a Csendes-óceán nyugati felén található meg. Kína egyik endemikus hala, csak a Kuangtung és Kuanghszi-Csuang Autonóm Terület tartományokban fordul elő.

## Megjelenése
Ez a hal legfeljebb 4,9 centiméter hosszú. Hátúszóján 4 tüske van. Az élő példány majdnem átlátszó, a múzeumoknak elkészített példányok megbarnulnak vagy megsárgulnak. Oldalai világosak. Farokúszójának közepén, szürke sáv húzódik.

## Életmódja
Trópusi, fenéklakó hal, amely egyaránt megél a sós- és brakkvízben is. Főleg a folyótorkolatokat és az árapály térséget kedveli, de a sekély, homokos öblökben is fellelhető.

## Felhasználása
A Polyspondylogobius sinensisnak nincsen halászati értéke.